# Helvetia (Schiff, 1841)
Die Helvetia war ein Glattdeckdampfer der Dampfschiffahrtsgesellschaft für den Bodensee und Rhein mit Heimathafen Konstanz, der 1841 in Dienst gestellt wurde.
Die Helvetia sollte zunächst den Namen „Johannes Huss“, nach dem zum Tode verurteilten Reformator Johannes Hus, bekommen. Sie wurde dann aber auf Anweisung der Badischen Regierung auf den Namen „Helvetia“ getauft. Das Schiff ersetzte drei Jahre später das Schiff mit dem Namen Omnibus, das 1832 ebenfalls als Helvetia in Dienst gestellt wurde.
Auch die Helvetia aus dem Jahr 1841 war vorwiegend auf dem Untersee anzutreffen. 1874 wurde sie ausgemustert, nachdem 1871 der Salondampfer Kaiser Wilhelm 1871 in Dienst gestellt wurde.

## Namensgebung
Die Helvetia, Namensgeberin des Schiffs, ist eine Frauenfigur, welche die Schweiz bzw. die Eidgenossenschaft versinnbildlicht. Auf Briefmarken und Münzen wird „Helvetia“ als sprachneutrale Landesbezeichnung verwendet.